# Твердість вугілля

Твердість вугілля (рос. твердость угля, англ. hardness of coal, нім. Härte der Kohle f) – властивість вугілля чинити опір при деформації руйнування.
Розрізняють:
- мінералогічну твердість вугілля (за шкалою Мооса),
- абразивну твердість (опір шліфуванню),
- твердість за Віккерсом (опір вдавленню кульки або алмазної пірамідки) і т.д.

Відповідно до цього для визначення величини Т.в. використовуються методи: дряпання, вдавлення, шліфування, віддачі й ін. Мікрокомпоненти вугілля мають різну твердість: ліпоїдні (12 - 25 кг/мм2), геліфіковані (10 - 100 кг/мм2), фюзенізовані (50 - 150 кг/мм2). Ступінь вуглефікації теж суттєво впливає на Т.в. – мінімальна твердість вугілля спостерігається при вмісті вуглецю 89-90%.